# Amphipetalum paraguayense
Amphipetalum paraguayense ist die einzige Pflanzenart der monotypischen Gattung
Amphipetalum aus der Familie Talinaceae.
Der botanische Name leitet sich von den griechischen Worten amphi- für ‚um … herum‘, ‚doppelt‘ bzw. ‚verschiedenartig‘  und petalon für ‚Blütenblatt‘ ab und verweist auf die zwei verschiedenartigen Blütenblattformen.

## Beschreibung
Amphipetalum paraguayense wächst als ausdauernde, krautige Pflanze mit halbwegs hinfälligen, locker verzweigten und samtig behaarten Trieben von bis zu 40 Zentimeter Länge, die aus einer länglich verdickten Wurzel entspringen. Ihre flachen Laubblätter sind leicht sukkulent. Die keilförmige bis verkehrt herzförmige, dicht kurz mit einfachen Haaren besetzte Blattspreite ist 3 bis 11 Zentimeter lang und 1,5 bis 6,5 Zentimeter breit. Die Spreitenspitze ist gestutzt bis ausgerandet. Der Blattstiel ist kurz oder er fehlt.
Der endständige, gestielte, behaarte Blütenstand wird bis zu 17 Zentimeter lang. Die Blüten sind in etwas wirtelig-büscheligen, zymosen Teilblütenständen angeordnet. Ihr zur Spitze hin verdickter Blütenstiel ist behaart und weist eine Länge von 6 bis 8 Millimeter auf. Die dreieckigen, 1 bis 2 Millimeter langen Brakteen sind ebenfalls behaart. Die beiden breit eiförmigen, stumpfen bis ausgerandeten Kelchblätter sind grün, purpurfarben gerandet und auf der Außenseite behaart. Das äußere Kelchblatt ist 3 Millimeter lang und 4 Millimeter breit, das innere ist 5 Millimeter lang und 3,5 Millimeter breit. Die fünf Kronblätter sind weiß. Die beiden äußeren, eiförmigen, 5,5 bis 6,5 Millimeter langen und 3,5 bis 4 Millimeter breiten Kronblätter sind außen behaart und besitzen auf einer Hälfte einen purpurfarbenen Fleck. Ihr Rand ist membranös und kahl. Die drei inneren verkehrt eiförmigen, ausgerandeten Kronblätter sind kahl. Sie weisen eine Länge von 7,5 bis 9 Millimeter und eine Breite von 6 bis 7,5 Millimeter auf. Es sind zwölf bis 19 Staubblätter vorhanden, deren Staubfäden vor allem nahe ihrer Basis behaart sind. Der kugelförmige bis eiförmige Fruchtknoten enthält 11 bis 19 Samenanlagen. Der fadenförmige Griffel ist zu seiner Spitze hin verdickt.  Die Narbe ist kopfig-scheibenförmig.
Die Früchte sind trockene Kapselfrüchte, die von ihrer Basis her dreikappig aufreißen und von den hinfälligen Blütenresten eingehüllt werden. Sie sind 5,0 bis 5,5 Millimeter lang und 4,0 bis 4,5 Millimeter breit. Die Kapselfrüchte enthalten acht bis zehn schwarze, matte, eiförmige, seitlich zusammengedrückte Samen, die 2,6 bis 2,8 Millimeter lang und 1,5 Millimeter breit sind. Die Samen sind fein warzig, erscheinen aber fast glatt. Das Hilum besitzt einen weißlichen Arillus.

## Systematik und Verbreitung
Amphipetalum paraguayense ist im Westen Paraguays im Departamento Boquerón verbreitet.
Die Erstbeschreibung der Gattung und ihrer einzigen Art erfolgt 1988 durch Nélida María Bacigalupo.

## Nachweise